# Vessey
Vessey ist eine Ortschaft und eine ehemalige französische Gemeinde mit 381 Einwohnern (Stand 1. Januar 2022) im Département Manche in der Region Normandie. Sie gehörte zum Arrondissement Avranches und zum Pontorson.
Mit Wirkung vom 1. Januar 2016 wurden die bisherigen Gemeinden Pontorson, Macey und Vessey zur namensgleichen Commune nouvelle Pontorson zusammengelegt. Die ehemaligen Gemeinden haben in der neuen Gemeinde den Status einer Commune déléguée. Der Verwaltungssitz befindet sich im Ort Pontorson.

## Lage
Nachbarorte von Vessey sind das bisherige Pontorson im Nordwesten, Macey im Norden, La Croix-Avranchin im Nordosten, Villiers-le-Pré im Osten, Argouges im Südosten, Montanel im Süden, Sacey im Südwesten und Aucey-la-Plaine im Westen.

## Bevölkerungsentwicklung
| Jahr      | 1962 | 1968 | 1975 | 1982 | 1990 | 1999 | 2008 | 2015 |
| --------- | ---- | ---- | ---- | ---- | ---- | ---- | ---- | ---- |
| Einwohner | 592  | 523  | 486  | 466  | 408  | 397  | 396  | 403  |

## Sehenswürdigkeiten
- Kapelle Notre-Dame-de-Bon-Secours im Ortsteil Ballant

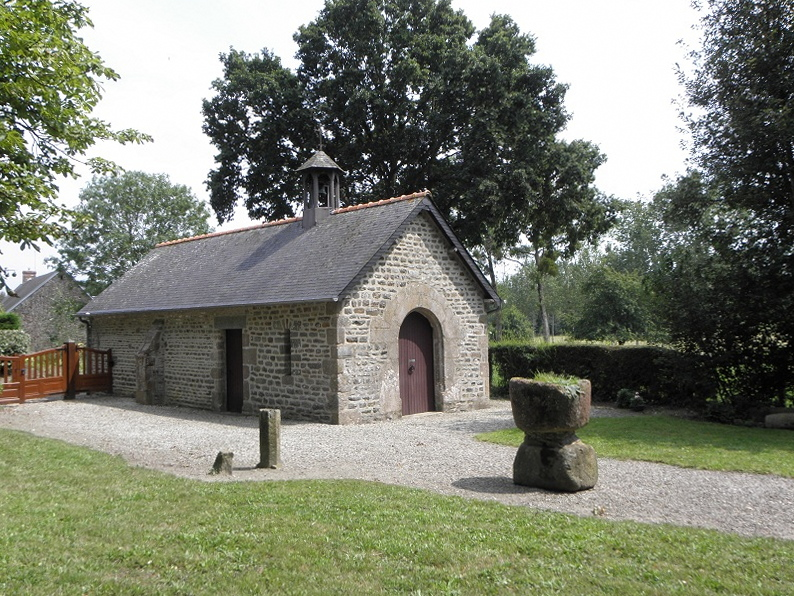
Kapelle Notre-Dame-de-Bon-Secours

- Kirche Saint-Vincent
- Kriegerdenkmal